# 監督局
監督局（かんとくきょく）は、金融庁の内部部局の一つ。民間金融機関等の監督を所掌事務としている。

## 沿革
- 1897年（明治30年）4月21日：大蔵省監督局設立[1]。
- 1898年（明治31年）11月1日：大蔵省監督局を廃止し理財局に統合[1]。
- 1998年（平成10年）6月22日：金融監督庁の発足に伴い、監督部を設置。
- 2000年（平成12年）7月1日：金融監督庁の金融庁への改組に伴い、金融監督庁監督部は金融庁監督部となる。
- 2001年（平成13年）1月6日：中央省庁再編、金融再生委員会の廃止により、金融庁が内閣府の外局となるに伴い、監督部は、監督局に昇格。
- 2007年（平成19年）10月1日：郵政民営化により、郵便貯金法と簡易生命保険法が廃止されたため、それまで総務省郵政行政局が単独で管掌していたゆうちょ銀行とかんぽ生命保険に対する業務の監督を開始。

## 組織
- 審議官（1）
- 参事官（2）
- 郵便貯金・保険監督総括参事官
- 郵便保険監督参事官
- 総務課
局内の総合調整、監督事務の指針の策定に関する事務の総括等
- 銀行第一課
銀行業を営む者等の監督等
- 大手銀行モリタリング参事官
- 銀行第二課
銀行業を営む者（一般社団法人全国地方銀行協会又は一般社団法人第二地方銀行協会の会員等）の監督等
- 地域金融モリタリング参事官
- 監督参事官
  - 地域金融監理官
  - 地域金融生産性向上支援室
地域金融機能の強化を通じた企業の生産性向上を支援するための政策の企画・立案・推進等
  - 協同組織金融室
信用金庫、信用金庫連合会、労働金庫、労働金庫連合会、信用協同組合等の監督等
- 保険課
保険業を行う者等の監督等
- 証券課
金融商品取引業者等の監督等
- 資産運用課
  - 資産運用企画室
- 総括審議官
  - 参事官 (2)
  - コンダクト監理官
  - ITサイバー・経済安全保障監理官
  - 検査監理官

## 歴代局長
現職
| 氏名     | 出身省庁 | 在任期間     | 前職                   |
| -------- | -------- | ------------ | ---------------------- |
| 石田晋也 | 大蔵省   | 2025.07.01 - | 総合政策局長総括審議官 |

歴代
| 氏名               | 出身省庁           | 在任期間                 | 前職                                                      | 後職                         | 備考               |
| 金融監督庁監督部長 | 金融監督庁監督部長 | 金融監督庁監督部長       | 金融監督庁監督部長                                        | 金融監督庁監督部長           | 金融監督庁監督部長 |
| ------------------ | ------------------ | ------------------------ | --------------------------------------------------------- | ---------------------------- | ------------------ |
| 乾文男             | 大蔵省             | 1998.06.22 - 2000.07.01  | 国税庁課税部長                                            | 金融庁総務企画部長           |                    |
| 金融庁監督部長     |                    |                          |                                                           |                              |                    |
| 高木祥吉           | 大蔵省             | 2000.07.01 - 2001.01.06  | 大蔵省大臣官房参事官 大蔵省金融企画局金融先物取引所監理官 | 監督局長                     |                    |
| 金融庁監督局長     |                    |                          |                                                           |                              |                    |
| 高木祥吉           | 大蔵省             | 2001.01.06 - 2002.07.012 | 監督部長                                                  | 金融庁長官                   |                    |
| 五味廣文           | 大蔵省             | 2002.07.12 - 2004.07.02  | 検査局長                                                  | 金融庁長官                   |                    |
| 佐藤隆文           | 大蔵省             | 2004.07.02 - 2007.07.10  | 検査局長                                                  | 金融庁長官                   |                    |
| 西原政雄           | 大蔵省             | 2007.07.10 - 2008.07.04  | 検査局長                                                  | 証券取引等監視委員会事務局長 |                    |
| 三國谷勝範         | 大蔵省             | 2008.07.04 - 2009.07.14  | 総務企画局長                                              | 金融庁長官                   |                    |
| 畑中龍太郎         | 大蔵省             | 2009.07.14 - 2011.08.02  | 検査局長                                                  | 金融庁長官                   |                    |
| 細溝清史           | 大蔵省             | 2011.08.02 - 2014.07.04  | 検査局長                                                  | 金融庁長官                   |                    |
| 森信親             | 大蔵省             | 2014.07.04 - 2015.07.07  | 検査局長                                                  | 金融庁長官                   |                    |
| 遠藤俊英           | 大蔵省             | 2015.07.07 - 2018.07.07  | 検査局長                                                  | 金融庁長官                   |                    |
| 栗田照久           | 大蔵省             | 2018.07.07 - 2022.06.24  | 総務企画局審議官（監督局担当）                            | 総合政策局長                 |                    |
| 伊藤豊             | 大蔵省             | 2022.06.24 - 2025.07.01  | 総合政策局総括審議官                                      | 金融庁長官                   |                    |